# Jesus Was a Capricorn
Jesus Was a Capricorn è un album di Kris Kristofferson, pubblicato dalla Monument Records nell'ottobre del 1972.
I brani dell'album furono registrati (circa) nel luglio del 1972 al Monument Recording Studio di Nashville, Tennessee (Stati Uniti).

## Tracce
Brani composti da Kris Kristofferson, eccetto dove indicato
Lato A
1. Jesus Was a Capricorn (Owed to John Prine) – 2:20
2. Nobody Wins – 3:04
3. It Sure Was (Love) – 2:50
4. Enough for You – 3:04
5. Help Me – 3:21 (Larry Gatlin)

Durata totale: 14:39
Lato B
1. Jesse Younger – 2:40
2. Give It Time to Be Tender – 3:26 (Donnie Fritts, Kris Kristofferson)
3. Out of Mind, Out of Sight – 2:59 (Kris Kristofferson, Stephen Bruton)
4. Sugar Man – 4:00
5. Why Me – 3:25

Durata totale: 16:30

## Musicisti
- Kris Kristofferson - voce, chitarra
- Stephen Bruton - chitarra
- Dennis Linde - chitarra
- Mac Gayden - chitarra
- Chip Young - chitarra
- John Buck Wilkin - chitarra
- James Colvard - chitarra
- Grady Martin - chitarra
- Fred Carter Jr. - chitarra
- John L. Christopher - chitarra
- Jerry Shook - chitarra
- Weldon Myrick - chitarra steel
- Uncle Josh Graves - slide dobro
- Mike Utley - pianoforte, pianoforte elettrico, organo
- Bobby Wood - pianoforte, pianoforte elettrico, organo
- David Briggs - pianoforte, pianoforte elettrico, organo
- Bobby Emmons - pianoforte, pianoforte elettrico, organo
- Dr. John Harris - pianoforte, pianoforte elettrico, organo
- Tommy Cogbill - basso
- Norbert Putnam - basso
- Kenny Buttrey - batteria
- Andrew Newmark - batteria
- Lilian Hunt - strumenti ad arco
- Sheldon Kurland - strumenti ad arco
- Carl Gorodetzky - strumenti ad arco
- Steven Smith - strumenti ad arco
- Brenton Banks - strumenti ad arco
- George Binkley III - strumenti ad arco
- Byron T. Bach - strumenti ad arco
- David Darling - strumenti ad arco
- Rita Coolidge - voce, accompagnamento vocale (brani: It Sure Was (Love), Help Me, Give It Time to Be Tender e Why Me)
- Larry Gatlin - voce, accompagnamento vocale (brani: Help Me e Why Me)
- Benny Whitehead - voce, accompagnamento vocale
- Billy Swan - voce, accompagnamento vocale
- Randy Cullers - voce, accompagnamento vocale
- Alan Rush - voce, accompagnamento vocale
- Terry Dearmore - voce, accompagnamento vocale

The Joint Venture:
- Charlie Chalmers - accompagnamento vocale, cori
- Sandy Chalmers - accompagnamento vocale, cori
- Donna Rhodes - accompagnamento vocale, cori

The Bergenaires:
- D. Bergen White - accompagnamento vocale, cori
- James E. Cason - accompagnamento vocale, cori
- June Page - accompagnamento vocale, cori

The Jordanaires:
- Raymond Walker - accompagnamento vocale, cori
- Hoyt Hawkins - accompagnamento vocale, cori
- Gordon Stoker - accompagnamento vocale, cori
- Don Gant - accompagnamento vocale, cori
- Mildred Kirkham - accompagnamento vocale, cori